# Sea of Thieves
Sea of Thieves est un jeu vidéo d'action-aventure développé par Rare et édité par Xbox Game Studios, sorti le 20 mars 2018 sur Xbox One et Windows 10. Une version optimisée pour Xbox Series est publiée le 10 novembre 2020.
En février 2024, Xbox révèle que le titre cumule 35 millions de joueurs dans le monde depuis son lancement et annonce l'arrivée du jeu sur PlayStation 5 pour le 30 avril 2024.

## Système de jeu
Sea of Thieves est un jeu d'action-aventure multijoueur et coopératif en vue subjective,.
Un équipage de joueurs parcourt et explore un monde ouvert immense à bord d'un bateau pirate, chacun pouvant s'occuper des diverses tâches nécessaires à la navigation (gouvernail, voiles, canons, etc),. Ils peuvent accomplir des quêtes, accumuler des butins, combattre des monstres (squelette, fantômes, kraken, mégalodon...) et s'engager dans des batailles avec d'autres équipages et des bateaux ennemis guidés par l'intelligence artificielle du jeu. Sea of Thieves étant un jeu à monde partagé, un équipage rencontre régulièrement des adversaires au gré de ses aventures. Cependant, les joueurs ont également la possibilité de créer leur propre serveur privé, nommé "Mers calmes", où ils peuvent naviguer en solitaire ou avec leur équipage, loin des rencontres avec d'autres joueurs.
Le jeu a un style graphique inspiré par le dessin animé, et dispose de règles physiques adaptées, qui permettent par exemple à un personnage d'être éjecté par un canon,.
Sea of Thieves est cross-platform entre les ordinateurs tournant sur Microsoft Windows 10 et les consoles de salon Xbox One, ce qui permet à leurs utilisateurs respectifs de jouer ensemble. Il est aussi disponible sur Steam,.

## Développement
Sea of Thieves est développé par Rare à l'aide du moteur de jeu d'Epic Games, Unreal Engine 4.
En juin 2015, Sea of Thieves est annoncé lors de la conférence de Microsoft à l'E3. L'année d'après, des images du jeu sont présentées.
En novembre 2016, Rare lance une bêta fermée, permettant à certains joueurs d'avoir accès à une version non achevée du jeu, pour pouvoir le tester et donner leur avis.
Initialement prévu pour une sortie en 2017, Sea of Thieves sort finalement le 20 mars 2018.
Le jeu est porté sur PlayStation 5 le 30 avril 2024.

## Identité visuelle

Logo lors du développement du jeu de 2015 à 2018.
Logo du jeu depuis 2018.